# ITU World Championship Series

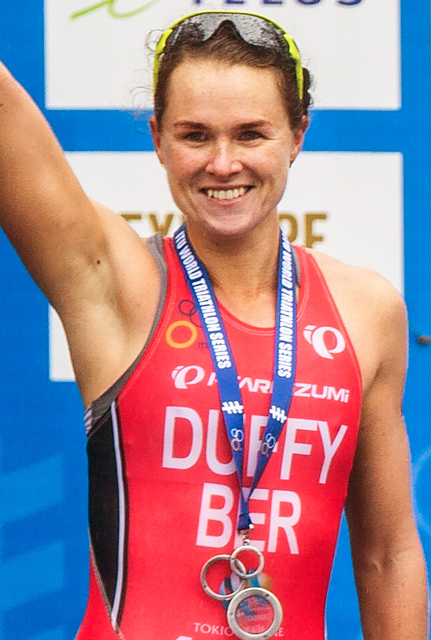
Flora Duffy – Weltmeisterin auf der Triathlon-Kurzdistanz 2016 und 2017

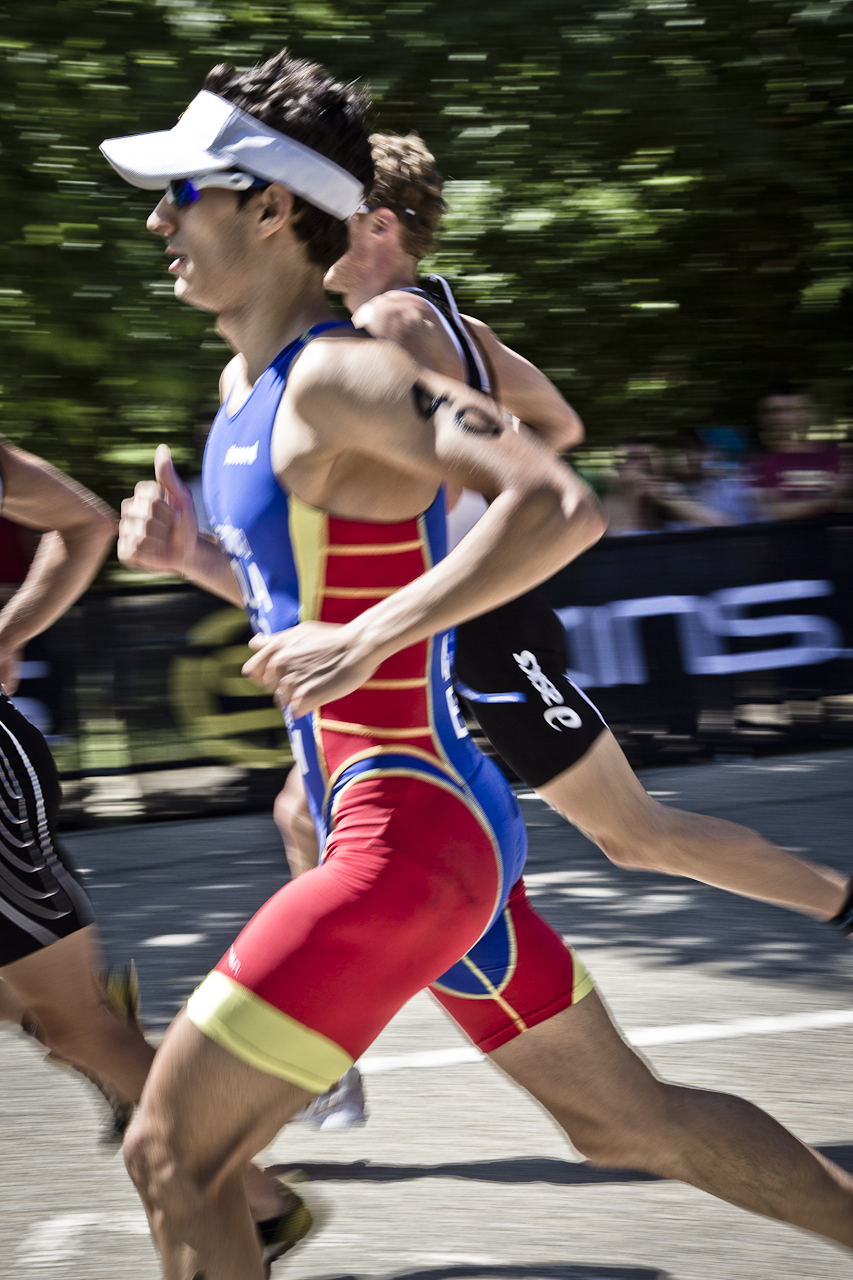
Mario Mola – Weltmeister auf der Triathlon-Kurzdistanz 2016 und 2017

Die ITU World Championship Series, auch World Triathlon Series (WTS) oder „Dextro Energy Triathlon ITU World Championship Series“ ist eine Triathlon-Rennserie über die „Kurzdistanz“ oder auch „olympische Triathlon-Distanz“ (1,5 km Schwimmen, 40 km Radfahren und 10 km Laufen).

## Organisation
1989 wurde vom internationalen Triathlon-Verband ITU (International Triathlon Union) die Triathlon World Championship als 1-Tages-WM erstmals in Avignon ausgetragen und seitdem bis 2008 jährlich wiederholt.
2009 wurde die Triathlon-Weltmeisterschaft dann unter dem Namen „Dextro Energy Triathlon ITU World Championship Series“ auf eine internationale Renn-Serie ausgeweitet. Dextro Energy, der Titel-Namensgeber dieser Serie gilt als einer der führenden Traubenzucker-Hersteller.

### Gold Group
Die ITU bestimmt seit 2009 jährlich eine „Gold Group“ – die jeweils zehn besten Frauen und Männer der Vorjahre repräsentieren die ITU in der Öffentlichkeit und sichern ihren nationalen Verbänden für jedes der sieben Rennen einen zusätzlichen Startplatz.
Für 2011 waren neben den Olympiasiegern Emma Snowsill und Jan Frodeno auch Steffen Justus sowie für die Schweiz Nicola Spirig und Sven Riederer mit dabei.

## Austragungen
| Nr. | Saison                             | Bemerkungen |
| --- | ---------------------------------- | --- |
| 1   | ITU World Championship Series 2009 | acht Rennen |
| 2   | ITU World Championship Series 2010 | sieben Rennen |
| 3   | ITU World Championship Series 2011 | sieben Rennen |
| 4   | ITU World Championship Series 2012 | acht Rennen |
| 5   | ITU World Championship Series 2013 | sieben Rennen sowie das Finale im September in London                                                                      |
| 6   | ITU World Championship Series 2014 | sieben Rennen sowie das Finale im September in Edmonton                                                                    |
| 7   | ITU World Championship Series 2015 | neun Rennen sowie das Finale im September in Chicago                                                                       |
| 8   | ITU World Championship Series 2016 | acht Rennen sowie das Finale im September in Cozumel                                                                       |
| 9   | ITU World Championship Series 2017 | acht Rennen sowie das Finale im September in Rotterdam                                                                     |
| 10  | ITU World Championship Series 2018 | sieben Rennen sowie das Finale im September in Australien                                                                  |
| 11  | ITU World Championship Series 2019 | acht Rennen sowie das Finale im August in Lausanne                                                                         |
| 12  | ITU World Championship Series 2020 | geplant waren sechs Rennen sowie das Finale im August in Edmonton, nur das Rennen in Hamburg fand statt, COVID-19-Pandemie |
| 13  | ITU World Championship Series 2021 | |
| 14  | ITU World Championship Series 2022 | |
| 15  | ITU World Championship Series 2023 | |
| 16  | ITU World Championship Series 2024 | |
| 17  | ITU World Championship Series 2025 | |